# Qaa
Qaa (o Qa'a) fue el último faraón de la dinastía I de Egipto, c. 2895-2890 a. C..
Según Manetón reinó durante 26 años, y lo denomina Bienekes (Sexto Julio Africano), Ubientes (Eusebio de Cesarea) o Vibentis (versión armenia de Eusebio).
En la Lista Real de Abidos figura como Qebeh, y en la Lista Real de Saqqara como Qebehu. 
El Canon de Turín indica que el reinado de ...beh fue de 63 años (fragmento). 
La Piedra de Palermo está partida en este periodo y sólo muestra el primer año de reinado. Celebró dos fiestas Heb Sed, en las que se renovaba el poder real por periodos de treinta años. 
Suprimió el nombre de su predecesor Semerjet de los monumentos, al que consideró usurpador del trono, de igual forma que este lo había hecho con su antecesor Adyib. 

## Construcciones de su época
- Su complejo fúnebre en Saqqara es el primero en la historia egipcia que incluye el Templo funerario, llegando a ser parte imprescindible del conjunto sacro de los faraones posteriores.
- Su sepultura, la tumba Q, bastante amplia para su época, está localizada en la necrópolis de Umm el-Qaab, en Abidos.

## Testimonios arqueológicos
Se ha encontrado inscrito su nombre en los siguientes lugares:
- La tumba Q de Umm el Qaab en Abidos (la tumba del rey) (Petrie)
- Las tumbas 3120, 3121, 3500, 3504 y 3505 en Saqqara (Emery)
- En un fragmento de piedra en Helwan (Saad)
- En la necrópolis de Umm el Qaab, Abidos (Dreyer)

## Titulatura
| Titulatura | Jeroglífico | Transliteración (transcripción) - traducción - (referencias) |

| G5 |

| G5 |

| q · D36 |

| q · D36 |

| q · D36 |

| q · D36 |

| G5 |

| G5 |

| q · D36 |

| q · D36 |

| q · D36 |

| q · D36 |

| G16 |

| G16 |

|  |

|  |

|  |

|  |

|  |

|  |

|  |

|  |

| G16 |

| G16 |

|  |

|  |

|  |

|  |

|  |

|  |

|  |

|  |

| G8 |

| G8 |

|  |

| G8 |

| G8 |

|  |

| N29 | D58 | V28 |

| N29 | D58 | V28 |

| N29 | D58 | V28 |

| N29 | D58 | V28 |

| N29 | D58 | V28 |

| N29 | D58 | V28 |

| N29 | D58 | V28 |

| N29 | D58 | V28 |

| N29 | D58 | V28 |

| N29 | D58 | V28 |

| N29 | D58 | V28 |

| N29 | D58 | V28 |

| N29 | D58 | V28 |

| N29 | D58 | V28 |

| N29 | D58 | V28 |

| N29 | D58 | V28 |

| N29 | D58 | V28 | w | W15 |

| N29 | D58 | V28 | w | W15 |

| N29 | D58 | V28 | w | W15 |

| N29 | D58 | V28 | w | W15 |

| N29 | D58 | V28 | w | W15 |

| N29 | D58 | V28 | w | W15 |

| N29 | D58 | V28 | w | W15 |

| N29 | D58 | V28 | w | W15 |

| N29 | D58 | V28 | w | W15 |

| N29 | D58 | V28 | w | W15 |

| N29 | D58 | V28 | w | W15 |

| N29 | D58 | V28 | w | W15 |

| N29 | D58 | V28 | w | W15 |

| N29 | D58 | V28 | w | W15 |

| N29 | D58 | V28 | w | W15 |

| N29 | D58 | V28 | w | W15 |